# ГЕС Джавахар-Сагар
ГЕС Джавахар-Сагар — гідроелектростанція на заході Індії у штаті Раджастхан. Знаходячись після ГЕС Рана-Пратап-Сагар, становить нижній ступінь в каскаді на річці Чамбал, яка дренує північний схил гір Віндг'я і плато Малава та на Індо-Ганзькій рівнині впадає праворуч у Джамну, котра, своєю чергою, є правою (і найбільшою) притокою Гангу.
У межах проєкту річку перекрили бетонною гравітаційною греблею висотою 36 метрів та довжиною 395 метрів, яка потребувала 343 тис. м3 матеріалу. Вона утримує витягнуте по ущелині на два десятки кілометрів водосховище з площею поверхні 9,5 км2 та об'ємом лише 67 млн м3 (корисний об'єм 13 млн м3), що на кілька порядків менше від двох верхніх сховищ каскаду, в яких здійснюється накопичення ресурсу.
Машинний зал облаштували на лівому березі неподалік від греблі та обладнали трьома турбінами типу Френсіс потужністю по 33 МВт, які працюють при напорі від 33,6 до 36,6 метра та забезпечують виробництво 218 млн кВт·год електроенергії на рік.
Відпрацьована вода відводиться назад до річки через відвідний тунель довжиною 0,4 км, за яким слідує відкритий канал такої ж протяжності.